# 대한민국 형법 제83조
대한민국 형법 제83조는 기간의 계산에 대한 형법총칙의 조문이다.

## 조문
제83조(기간의 계산) 연 또는 월로써 정한 기간은 역수에 따라 계산한다.
第83條(期間의 計算) 年 또는 月로써 定한 期間은 曆數에 따라 計算한다.

## 참고 문헌
- 신이철, 형법총론, 경찰승진연구회, 2005. ISBN 9788988777886
- 조현욱, 형법총론강의, 진원사, 2008 ISBN 9788990904621
- 손동권, 형법총론, 栗谷出版社, 2011. ISBN 9788991830936